# Врангель (Аляска)
Врангель (англ. Wrangell, гренл. Ḵaachxaana.áak'w) — місто і боро (англ. City and Borough of Wrangell) на південному сході Аляски (США), за 250 км на південь від столиці штату Джуно. Населення — 2127 осіб (2020).
Місто було засноване 1839 року[джерело?][уточнити] росіянами. Статус боро отримало 30 травня 2008 року.
Менш заселена частина міста розташована на острові Врангеля (Аляска). За два кілометри на північний схід від ділового центру міста розташований аеропорт Врангель. Окрім аеропорту у Врангелі є пором. Місто спеціалізується на рибальстві. Раніше в місті була лісопильня.
Расовий склад: європеоїдна 83,22 %, американоїдна  15,51 %, монголоїдна 0,65 %, інші 0,62 %[джерело?][уточнити]. У місті є одна бібліотека, по одній школі трьох рівнів (початкова Івrgreen Elementary School, середня Stikine Middle School і вища Wrangell High School).

## Географія
Врангель розташований за координатами 56°16′45″ пн. ш. 132°2′25″ зх. д. / 56.27917° пн. ш. 132.04028° зх. д. (56.279121, -132.040325).  За даними Бюро перепису населення США в 2010 році місто мало площу 8966,69 км², з яких 6582,41 км² — суходіл та 2384,28 км² — водойми.

### Клімат
| Клімат : Врангель       | Клімат : Врангель | Клімат : Врангель | Клімат : Врангель | Клімат : Врангель | Клімат : Врангель | Клімат : Врангель | Клімат : Врангель | Клімат : Врангель | Клімат : Врангель | Клімат : Врангель | Клімат : Врангель | Клімат : Врангель | Клімат : Врангель |
| Показник                | Січ.              | Лют.              | Бер.              | Квіт.             | Трав.             | Черв.             | Лип.              | Серп.             | Вер.              | Жовт.             | Лист.             | Груд.             | Рік               |
| Абсолютний максимум, °C | 16,7              | 18,3              | 14,4              | 25,0              | 27,2              | 28,9              | 28,9              | 28,3              | 23,9              | 21,1              | 18,9              | 13,9              | 28,9              |
| Середній максимум, °C   | 1,1               | 3,2               | 5,6               | 9,5               | 13,5              | 16,5              | 17,8              | 17,5              | 14,3              | 9,7               | 5,1               | 2,4               | 9,7               |
| Середній мінімум, °C    | −4,1              | −2,4              | −0,7              | 1,8               | 5,1               | 8,1               | 9,9               | 9,8               | 7,7               | 4,0               | 0,1               | −2,4              | 3,1               |
| Абсолютний мінімум, °C  | −23,3             | −20,6             | −17,8             | −8,3              | −5,6              | −1,1              | 0,0               | 0,6               | −11,7             | −7,8              | −17,2             | −21,7             | −23,3             |
| Норма опадів, мм        | 170               | 145               | 139               | 118               | 107               | 100               | 124               | 152               | 244               | 338               | 231               | 201               | 2070              |
| Днів з опадами          | 19                | 17                | 19                | 18                | 18                | 17                | 17                | 17                | 20                | 25                | 21                | 21                | 229,0             |
| ----------------------- | ----------------- | ----------------- | ----------------- | ----------------- | ----------------- | ----------------- | ----------------- | ----------------- | ----------------- | ----------------- | ----------------- | ----------------- | ----------------- |
| Джерело:                |                   |                   |                   |                   |                   |                   |                   |                   |                   |                   |                   |                   |                   |

## Демографія
Згідно з переписом 2010 року, у місті мешкало 2369 осіб у 1053 домогосподарствах у складі 629 родин. Густота населення становила 0,26 осіб/км². Було 1428 помешкань.
Расовий склад населення:
| - 72,6 % — білих - 16,2 % — корінних американців - 1,4 % — азіатів - 0,2 % — чорних або афроамериканців |

До двох чи більше рас належало 9,4 %. Частка іспаномовних становила 1,6 % від усіх жителів.
За віковим діапазоном населення розподілялося таким чином: 22,0 % — особи молодші 18 років, 62,2 % — особи у віці 18—64 років, 15,8 % — особи у віці 65 років та старші. Медіана віку мешканця становила 46,7 року. На 100 осіб жіночої статі у селищі припадало 110,2 чоловіків;  на 100 жінок у віці від 18 років та старших — 111,8 чоловіків також старших 18 років.
Середній дохід на одне домашнє господарство  становив 62 771 долар США (медіана — 48 603), а середній дохід на одну сім'ю — 75 231 долар (медіана — 66 964). Медіана доходів становила 49 464 долари для чоловіків та 38 077 доларів для жінок. За межею бідності перебувало 11,8 % осіб, у тому числі 20,4 % дітей у віці до 18 років та 7,5 % осіб у віці 65 років та старших.
Цивільне працевлаштоване населення становило 1088 осіб. Основні галузі зайнятості: освіта, охорона здоров'я та соціальна допомога — 30,4 %, сільське господарство, лісництво, риболовля — 13,5 %, роздрібна торгівля — 12,0 %, транспорт — 11,7 %.

## Галерея

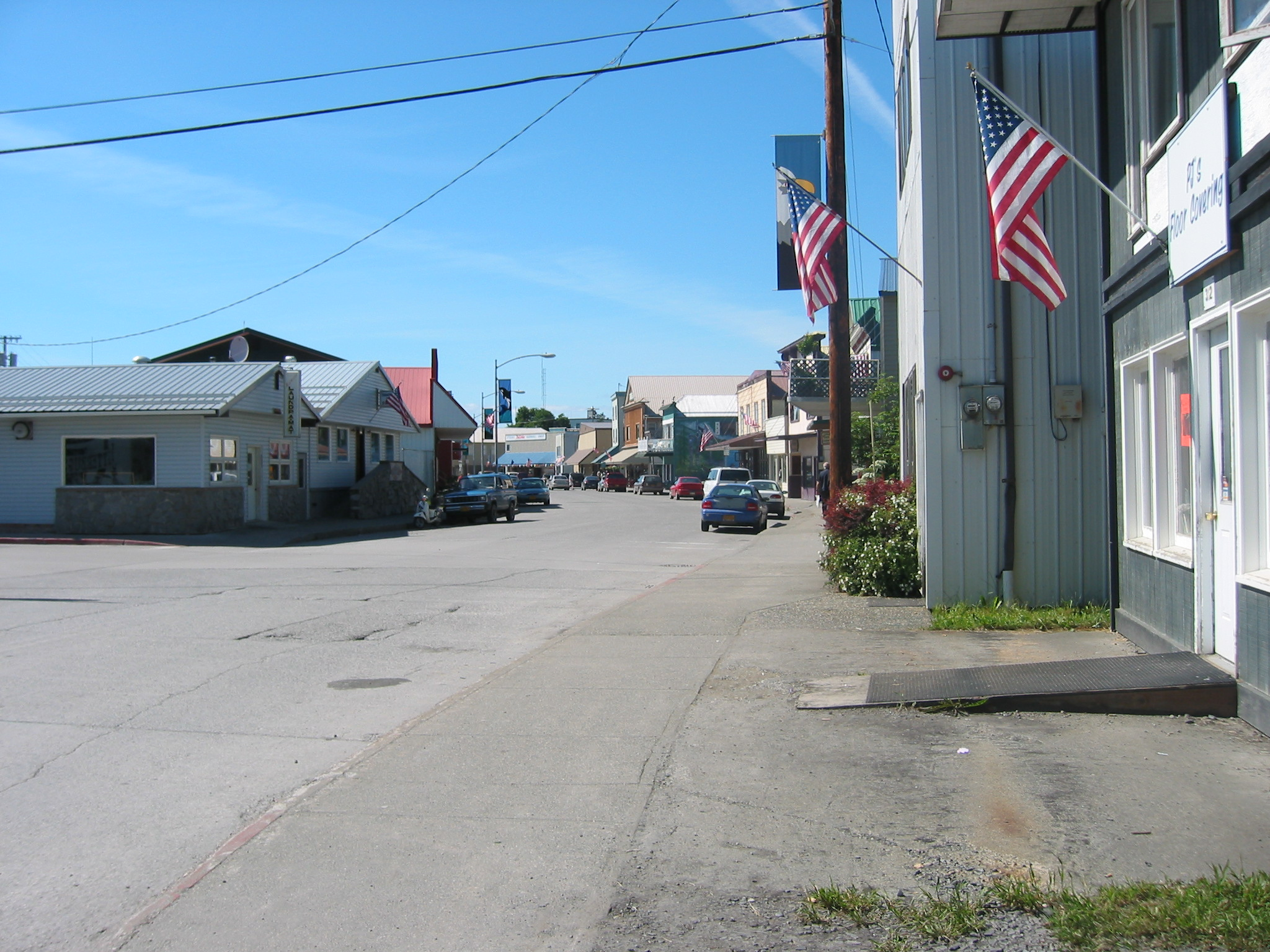
Діловий район
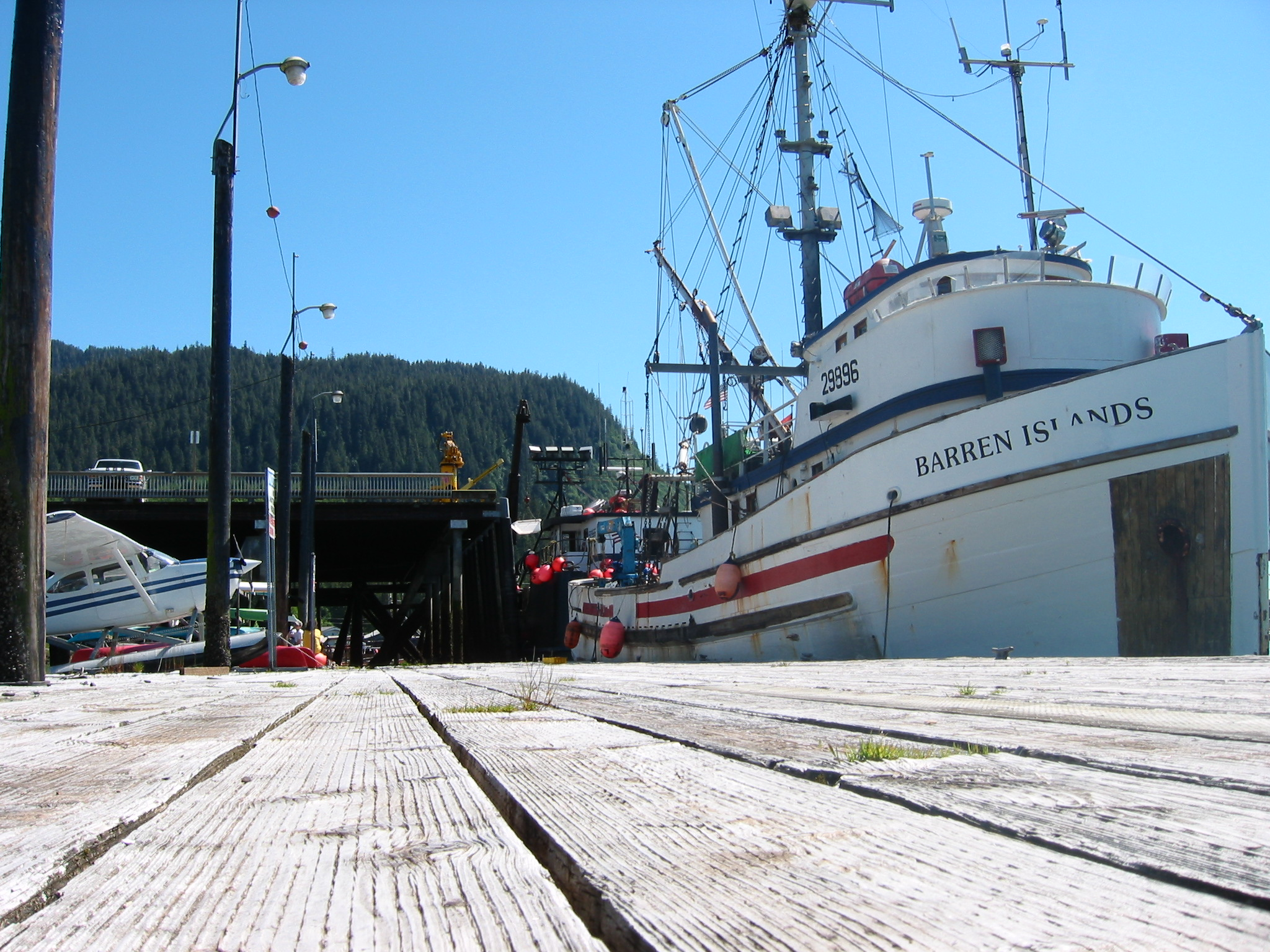
Пристань
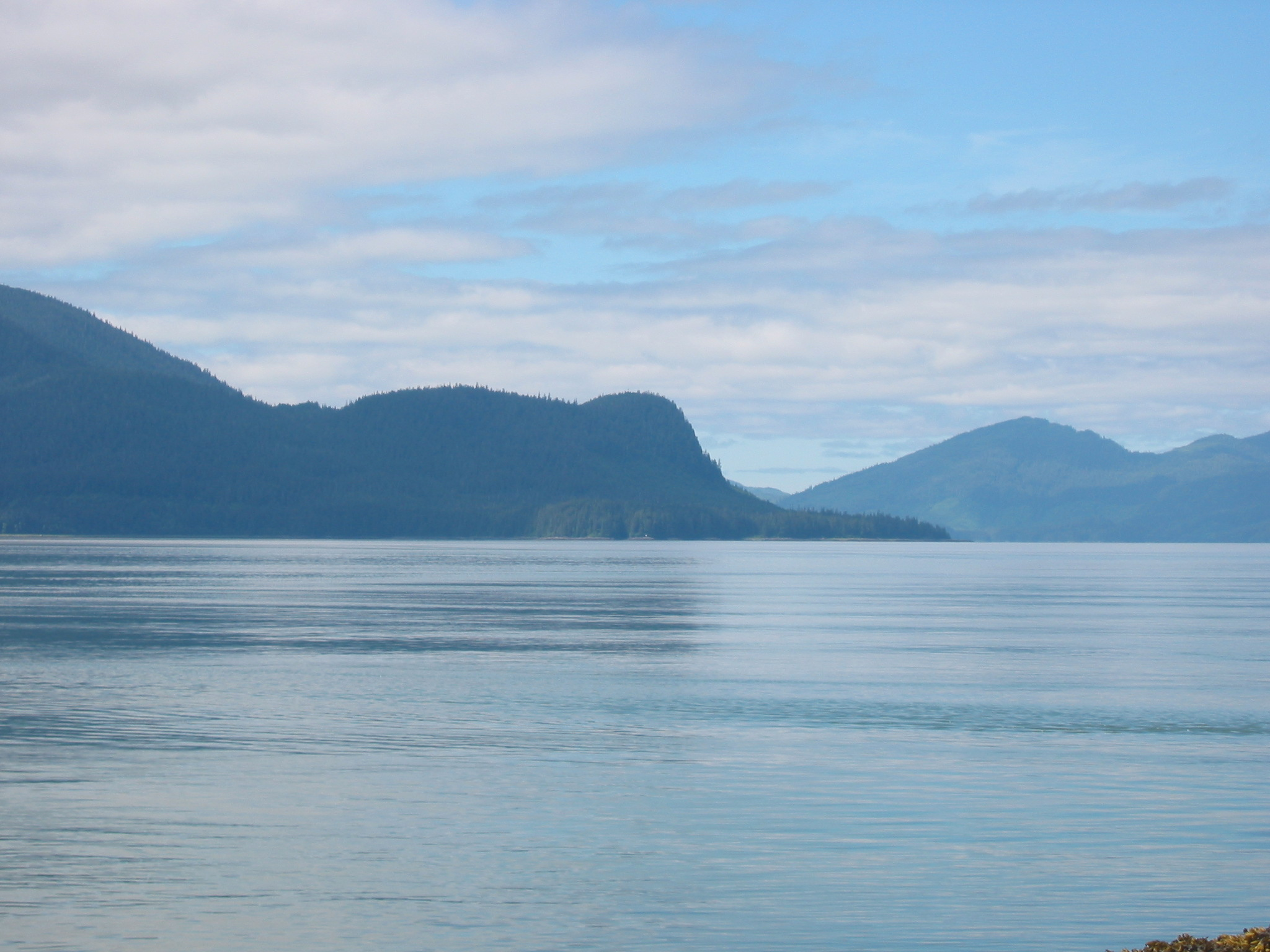
Вид на океан з узбережжя міста